# مایکل میلر
مایکل مِـیلر (انگلیسی: Michael Mailer؛ زادهٔ ۱۹۶۴ میلادی) تهیه‌کننده فیلم اهل ایالات متحده آمریکا است.
از فیلم‌هایی که وی در آن‌ها نقش داشته‌است، می‌توان به دو دختر و یک مرد، بلعیدن، کی دوستم خواهند داشت، زندگی خصوصی یک زن مدرن، گردشگر، یک بازی کوچک، لبه، خون و استخوان، مستأجر، معشوق، امپراتوری، مرد هاروارد و سیاه و سفید اشاره نمود.